# Emil Maurice
Emil Maurice, född 19 januari 1897 i Westermoor, död 6 februari 1972 i München, var en tidig medlem av Nationalsocialistiska tyska arbetarepartiet och nära vän till Adolf Hitler. Tillsammans med Hitler grundade Maurice den organisation som senare skulle komma att benämnas Schutzstaffel, SS.
Maurice var högste ledare för SA (Oberster SA-Führer) mellan 1920 och 1921. Han var senare SS-Oberführer och ledamot av den tyska riksdagen.

## Biografi
Emil Maurice föddes 1897 i Westermoor i Schleswig-Holstein. Hans farfars far, Charles Maurice Schwartzenberger (1805–1896), känd som Chéri Maurice, grundare av Thalia Theater i Hamburg, var jude. Efter realskola och urmakarutbildning tjänstgjorde Maurice mellan 1917 och 1919 i den bayerska armén, men han tog inte aktiv del i första världskriget. 1919 inträdde han i Tyska arbetarpartiet, och när detta omorganiserades som Nationalsocialistiska tyska arbetarepartiet, blev han medlem nummer 19.

### Hitlers livvakt

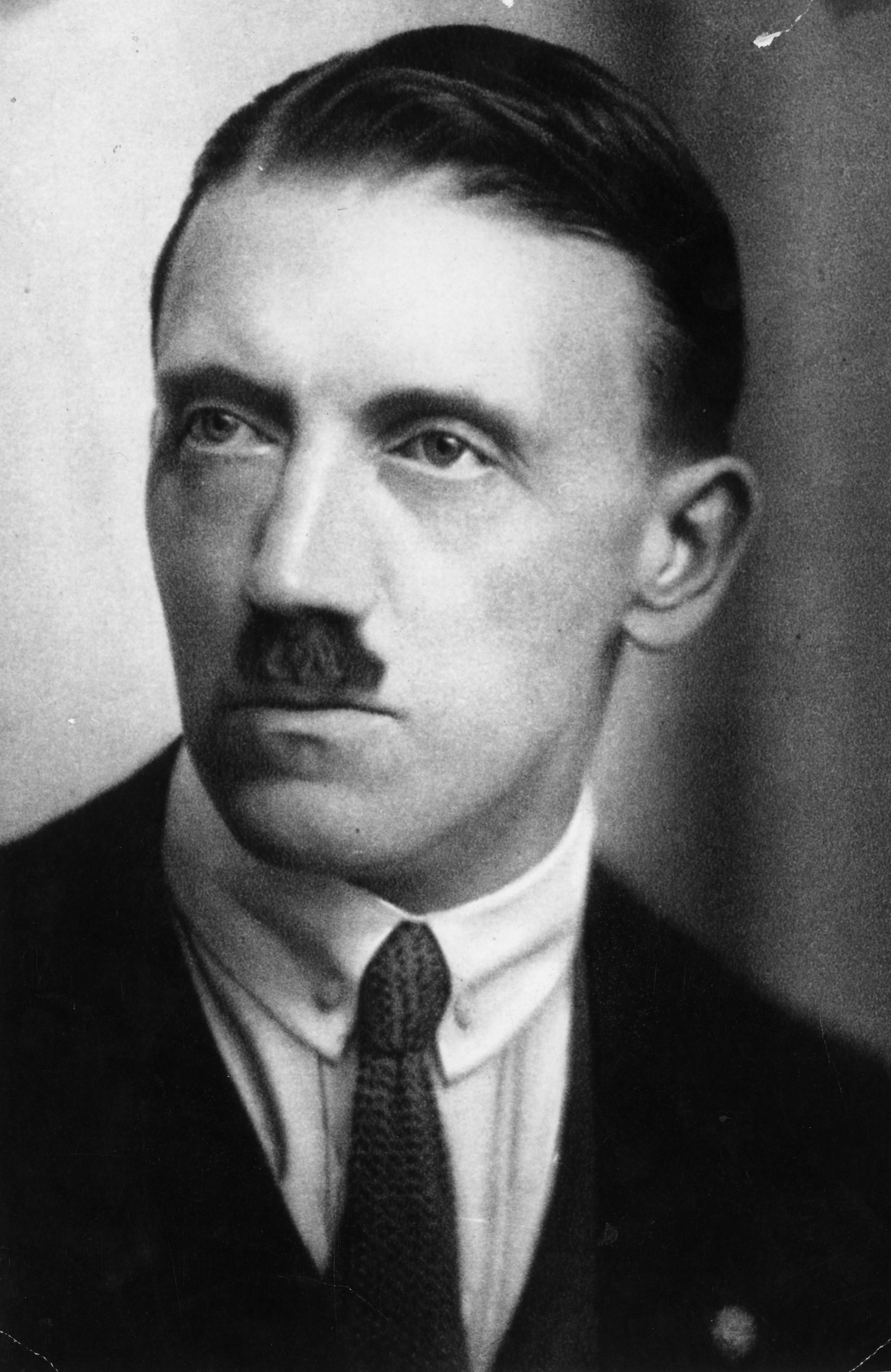
Adolf Hitler i början av 1920-talet.

SA bildades 1920 under namnet "Turn- und Sportabteilung", och Maurice blev dess förste ledare från november 1920 till augusti 1921. Adolf Hitler, som 1921 hade blivit ordförande för Nationalsocialistiska tyska arbetarepartiet, insåg att SA utgjorde ett potentiellt hot och att slitningar och oenighet var att vänta mellan SA och NSDAP:s ledarskikt i framtiden. Hitler motsatte sig särskilt Ernst Röhms intention att träna SA som en armé. I denna situation grundade Hitler tillsammans med Maurice en livvakt, benämnd Stabswache. Hitlers ursprungliga livvakt utgjordes av åtta män, däribland Emil Maurice, Ulrich Graf, Christian Weber och Karl Fiehler. Kort efter dess grundande bytte Stabswache namn till Stoßtrupp Adolf Hitler, som deltog vid den misslyckade ölkällarkuppen i München den 8 och 9 november 1923. Hitler dömdes till fem års fängelse att avtjänas på Landsbergs fästning, men han var endast internerad mellan den 1 april och den 20 december 1924. Tillsammans med Hitler på Landsberg satt bland andra Emil Maurice, Rudolf Hess, Hermann Kriebel och Friedrich Weber. Under sin fängelsetid författade Hitler Mein Kampf och Maurice renskrev manuskriptet. Maurice frisläpptes i slutet av januari 1925.
Efter kuppen förbjöds Stoßtrupp Adolf Hitler och upplöstes, men återgrundades på uppdrag av Hitler av Julius Schreck i april 1925. Senare samma år bytte organisationen namn till Schutzstaffel (SS). Hitler blev medlem nummer 1, och Maurice nummer 2. Schreck, som också hade deltagit i ölkällarkuppen, utsågs av Hitler till chef för SS, Reichsführer-SS. Maurice blev Hitlers personlige chaufför.

### Ehrenarier
Heinrich Himmler utsågs 1929 till chef för SS och krävde senare att Maurice skulle uteslutas ur SS på grund av SS:s krav på raslig renhet. En undersökning, som företogs av Centralbyrån för ras och bosättning (RuSHA), visade att Maurices släktträd inte kunde uppvisa arisk renhet ända tillbaka till år 1750, vilket var kravet. Hans farfars far var jude. Ärendet utagerades dock slutgiltigt den 31 augusti 1935, då Himmler, på Hitlers order, motvilligt förband sig att göra ett undantag från SS:s rasregler. I dokumentet, undertecknat av Himmler, står det bland annat:
"Führern har i detta exceptionella fall beslutat att Maurice och hans bröder får stanna kvar i SS, eftersom Maurice har varit hans allra första följeslagare, och eftersom han och hans bröder och hela familjen Maurice har tjänat rörelsen med sin sällsynta tapperhet och lojalitet under de första och mest mödosamma månaderna och åren."
Hitler utnämnde därefter Maurice till Ehrenarier, "hedersarier".

### Hitler rensar ut
Under "de långa knivarnas natt", den 30 juni 1934, då en rad SA-män utrensades, befann sig Maurice vid Hitlers sida. Maurice sköt personligen ihjäl SA-männen August Schneidhuber och Wilhelm Schmid. Maurice utpekas emellanåt som den som sköt ihjäl Ernst Röhms ställföreträdare SA-Obergruppenführer Edmund Heines och dennes 18-årige chaufför, när de på Hanselbauer Hotel i Bad Wiessee påträffades i säng tillsammans. Dessa uppgifter är emellertid mycket osäkra. Maurice stod även bakom gripandet av SA-männen Peter von Heydebreck och Hans Erwin von Spreti-Weilbach.
Den 1 april 1937 blev Maurice ordförande för Landeshandwerksmeister i München, ett förbund för professionella konsthantverkare. Under andra världskriget förde Maurice en tämligen undanskymd tillvaro; han åtnjöt alltjämt Hitlers beskydd. Mellan 1940 och 1942 tjänstgjorde Maurice inom Luftwaffe. År 1943 utnämndes han till Oberleutnant i reserven.
År 1948 dömde en tysk denazifieringsdomstol Maurice till fyra års internering i arbetsläger. Emil Maurice dog i München 1972.

## Befordringar inom SS[8]
- SS-Anwärter: 21 september 1925
- SS-Mann: 1926
- SS-Sturmbannführer: 4 maj 1931
- SS-Obersturmbannführer: 9 november 1933
- SS-Standartenführer: 1 juli 1934
- SS-Oberführer: 30 januari 1939

## Utmärkelser i urval[8]
- Blodsorden (Medaille zur Erinnerung an den 9. November 1923)
- Krigsförtjänstkorset av andra klassen utan svärd
- NSDAP:s partitecken i guld
- Coburgska hedersutmärkelsen
- NSDAP:s tjänsteutmärkelse i brons, silver och guld
- SS tjänsteutmärkelse
- SS Hederssvärd
- SS-Ehrenring (Totenkopfring)